# Anne Hathaway
Anne Jacqueline Hathaway [ˈhæθəweɪ] (* 12. November 1982 in New York City) ist eine US-amerikanische Filmschauspielerin und Oscar-Preisträgerin.

## Leben und Karriere
Die Tochter einer Bühnenschauspielerin und eines Richters wurde in Brooklyn geboren und wuchs in New Jersey auf. Hathaways Großvater mütterlicherseits, Joe McCauley, war ein bekannter Radiosprecher. Ihre Mutter Kate hat irische Vorfahren, während ihr Vater, Gerald, irisch-, französisch-, englisch- und deutschstämmig ist. Der Nachname Hathaway hat englischen Ursprung. Sie wurde nach der Ehefrau von William Shakespeare benannt. Hathaway besuchte das Vassar College und wechselte dann zur Gallatin School of Individualized Study, einer Einrichtung der New York University. Bereits während ihrer Ausbildung gewann sie mehrere Preise.
Das erste Mal stand sie für die Fernsehserie Sechs unter einem Dach vor der Kamera. Weltweit bekannt wurde sie 2001 durch den Film Plötzlich Prinzessin, in dem sie an der Seite von Julie Andrews zu sehen ist. In der Komödie stellt sie ein unscheinbares US-amerikanisches Mädchen dar, das erfährt, in Wirklichkeit Prinzessin und Thronerbin in einem europäischen Zwergstaat zu sein. Dem 37 Mio. US-Dollar teuren ersten Teil, der allein über 108 Mio. US-Dollar in Nordamerika einspielte, folgte drei Jahre später die ebenso erfolgreiche Fortsetzung Plötzlich Prinzessin 2.
Im Jahr 2005 besetzte Ang Lee Hathaway für sein mehrfach Oscar-prämiertes Drama Brokeback Mountain. Sie spielt dort Lureen Twist, die Frau von Jack Twist (dargestellt von Jake Gyllenhaal). 2006 folgte die Komödie Der Teufel trägt Prada, in der sie das Schauspielensemble um Meryl Streep, Emily Blunt, Simon Baker, Stanley Tucci und Adrian Grenier anführte. 2007 folgte der Film Geliebte Jane, in dem sie die junge Jane Austen verkörperte und an der Seite von James McAvoy, Julie Walters, James Cromwell und Maggie Smith auftrat. Im Jahr darauf erhielt sie gute Kritiken für die Hauptrolle in Jonathan Demmes Rachels Hochzeit. Für den Part einer labilen Ex-Drogenabhängigen, die ihre Entziehungsklinik für einige Tage verlässt, um an der Hochzeit ihrer Schwester teilnehmen zu können, erhielt Hathaway unter anderem den Preis des National Board of Review und Nominierungen für den Golden Globe sowie für den Oscar. Außerdem spielte sie 2007/2008 an der Seite von Steve Carell, Dwayne Johnson und Alan Arkin in dem Film Get Smart als Agentin 99 mit.
Neben einer Musical-Einlage mit dem damaligen Moderator Hugh Jackman bei der Eröffnungszeremonie der 81. Oscarverleihung moderierte sie am 27. Februar 2011 gemeinsam mit ihrem Schauspielkollegen James Franco die 83. Oscarverleihung. Mit 28 Jahren war sie die jüngste Moderatorin in der Geschichte der Preisverleihung.
Im Januar 2011 gab Warner Bros. bekannt, dass sich Hathaway beim Casting für die Rolle der Selina Kyle alias Catwoman in dem Film The Dark Knight Rises durchsetzen konnte. 2012 folgte der Part als Fantine in der Verfilmung des Musicals Les Misérables. Für diese Rolle nahm sie elf Kilogramm ab und ließ sich in einer Filmszene die Haare abschneiden. Für ihre Darbietung gewann sie 2013 u. a. einen Oscar und einen Golden Globe als beste Nebendarstellerin.
Sie erhielt am 9. Mai 2019 einen Stern auf dem Hollywood Walk of Fame.

## Privates
Hathaway hatte vier Jahre lang eine Beziehung mit dem italienischen Geschäftsmann Raffaello Follieri, Mitte 2008 trennte sich das Paar.
Seit Ende 2008 ist Hathaway mit dem Schauspieler Adam Shulman liiert, am 29. September 2012 fand die Hochzeit des Paares statt. Der erste gemeinsame Sohn wurde im März 2016 geboren. Im November 2019 kam der zweite Sohn des Paares zur Welt.
Nachdem sie von der Homosexualität ihres Bruders erfahren hatte, distanzierte sie sich innerlich von der römisch-katholischen Kirche, später wechselte sie samt ihrer Familie zur Episkopalkirche der Vereinigten Staaten von Amerika. Hathaway bezeichnete sich 2010 als „nicht-konfessionelle Christin“ („non-denominational Christian“).

## Filmografie (Auswahl)
- 1999–2000: Sechs unter einem Dach (Get Real, Fernsehserie, 22 Folgen)
- 2001: Plötzlich Prinzessin (The Princess Diaries)
- 2001: The Other Side of Heaven
- 2002: Das Königreich der Katzen (Neko no ongaeshi, Stimme)
- 2002: Nicholas Nickleby
- 2004: Ella – Verflixt & zauberhaft (Ella Enchanted)
- 2004: Plötzlich Prinzessin 2 (The Princess Diaries 2: Royal Engagement)
- 2005: Die Rotkäppchen-Verschwörung (Hoodwinked!, Stimme)
- 2005: Havoc
- 2005: Brokeback Mountain
- 2006: Der Teufel trägt Prada (The Devil Wears Prada)
- 2007: Geliebte Jane (Becoming Jane)
- 2008: Get Smart
- 2008: Get Smart – Bruce und Lloyd völlig durchgeknallt (Get Smart’s Bruce and Lloyd Out of Control)
- 2008: Passengers
- 2008: Rachels Hochzeit (Rachel Getting Married)
- 2009: Bride Wars – Beste Feindinnen (Bride Wars)
- 2009–2012: Die Simpsons (The Simpsons, Fernsehserie, 3 Folgen, Stimme)
- 2010: Alice im Wunderland (Alice in Wonderland)
- 2010: Valentinstag (Valentine’s Day)
- 2010: Love and other Drugs – Nebenwirkung inklusive (Love and Other Drugs)
- 2010: Family Guy – Es ist eine Falle! (Family Guy Presents: It’s a Trap, Stimme)
- 2010–2011: Family Guy (Fernsehserie, 3 Folgen, Stimme)
- 2011: Rio (Stimme von Jewel)
- 2011: Zwei an einem Tag (One Day)
- 2012: The Dark Knight Rises
- 2012: Les Misérables
- 2013: Don Jon
- 2014: Song One
- 2014: Rio 2 – Dschungelfieber (Rio 2, Stimme von Jewel)
- 2014: Interstellar
- 2015: Man lernt nie aus (The Intern)
- 2016: Alice im Wunderland: Hinter den Spiegeln (Alice Through the Looking Glass)
- 2016: Colossal
- 2018: Ocean’s 8
- 2019: Modern Love (Fernsehserie, 2 Folgen)
- 2019: Im Netz der Versuchung (Serenity)
- 2019: Glam Girls – Hinreißend verdorben (The Hustle)
- 2019: Vergiftete Wahrheit (Dark Waters)
- 2020: Das Letzte, was er wollte (The Last Thing He Wanted)
- 2020: Hexen hexen (The Witches)
- 2021: Locked Down
- 2021: Solos (Fernsehserie, Folge 1x01)
- 2022: WeCrashed (Fernsehserie)
- 2022: Zeiten des Umbruchs (Armageddon Time)
- 2023: Eileen
- 2023: She Came to Me
- 2024: Als du mich sahst (The Idea of You, auch als Produzentin)
- 2024: Mothers’ Instinct

## Synchronstimme
Seit 2008 wird sie – mit Ausnahme der Rio-Filme – von Marie Bierstedt synchronisiert. Davor war es überwiegend Shandra Schadt.

## Auszeichnungen und Nominierungen (Auswahl)
Oscars

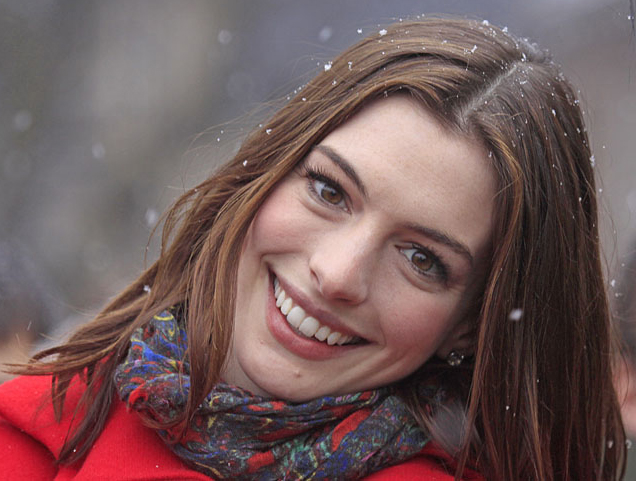
Anne Hathaway bei der Hasty Pudding Woman of the Year Parade 2010 in Cambridge, Minnesota.

- 2009: nominiert als Beste Hauptdarstellerin für Rachels Hochzeit
- 2013: Beste Nebendarstellerin für Les Misérables

British Academy Film Awards
- 2013: Beste Nebendarstellerin für Les Misérables

Emmy-Awards
- 2010: Beste Synchronsprecherin für Die Simpsons – Es war einmal in Springfield (Prinzessin Penelope)[20]

Golden Globe Awards
- 2009: nominiert als Beste Hauptdarstellerin – Drama für Rachels Hochzeit
- 2011: nominiert als Beste Hauptdarstellerin – Komödie/Musical für Love and other Drugs – Nebenwirkung inklusive
- 2013: Beste Nebendarstellerin für Les Misérables

Critics’ Choice Movie Awards
- 2009: Beste Hauptdarstellerin für Rachels Hochzeit[21]
- 2013: Beste Nebendarstellerin für Les Misérables
- 2013: Nominiert als Beste Schauspielerin in einem Actionfilm für The Dark Knight Rises

National Board of Review Awards
- 2002: Bestes Schauspielensemble für Nicholas Nickleby
- 2008: Beste Hauptdarstellerin für Rachels Hochzeit
- 2012: Bestes Schauspielensemble für Les Misérables

ShoWest Convention
- 2008: Weiblicher Star des Jahres

Satellite Awards
- 2010: Beste Hauptdarstellerin – Komödie/Musical für Love and other Drugs – Nebenwirkung inklusive
- 2012: Beste Nebendarstellerin für Les Misérables
- 2012: Bestes Schauspielensemble für Les Misérables

Goldene Himbeere

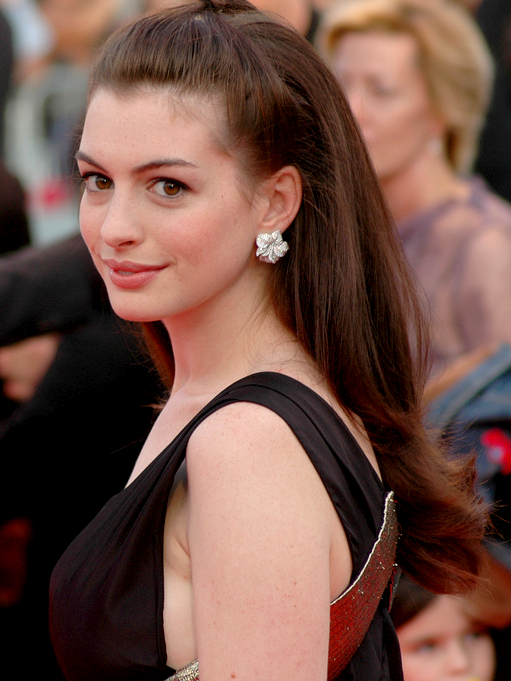
Anne Hathaway beim Deauville American Film Festival (2007)

- 2020: nominiert als Schlechteste Schauspielerin für Glam Girls – Hinreißend verdorben und Im Netz der Versuchung
- 2021: nominiert als Schlechteste Schauspielerin für Das Letzte, was er wollte und Hexen hexen

Weitere Auszeichnungen
- 2008: Austin Film Critics Association Award als Beste Darstellerin für Rachels Hochzeit[22]
- 2008: Chicago Film Critics Association Award als Beste Darstellerin für Rachels Hochzeit[23]
- 2008: Dallas-Fort Worth Film Critics Association Award als Beste Darstellerin für Rachels Hochzeit
- 2008: Prism Award für die beste Performance in einem Spielfilm für Rachels Hochzeit[24]
- 2008: Southeastern Film Critics Association Award als Beste Darstellerin für Rachels Hochzeit[25]
- 2009: Teen Choice Award – Choice Movie Actress Comedy für Bride Wars
- 2009: Palm Springs International Film Festival – Desert Palm Achievement Award[26]
- 2012: Boston Online Film Critics Association Award als Beste Nebendarstellerin in Les Misérables
- 2012: Detroit Film Critics Society als Beste Nebendarstellerin in Les Misérables
- 2012: Las Vegas Film Critics Society Award als Beste Nebendarstellerin in Les Misérables
- 2012: New York Film Critics Online als Beste Nebendarstellerin in Les Misérables
- 2012: Washington D.C. Area Film Critics Association Award als Beste Nebendarstellerin in Les Misérables
- 2012: Austin Film Critics Association als Beste Nebendarstellerin in Les Misérables
- 2012: Dallas-Fort Worth Film Critics Association Award als Beste Nebendarstellerin in Les Misérables
- 2012: Florida Film Critics Circle Award als Beste Nebendarstellerin in Les Misérables
- 2012: Indiana Film Journalists Association Award als Beste Nebendarstellerin in Les Misérables
- 2012: Kansas City Film Critics Circle Award als Beste Nebendarstellerin in Les Misérables
- 2012: Los Angeles Film Critics Association Award als Beste Nebendarstellerin in Les Misérables
- 2012: New York Film Critics Circle Award als Beste Nebendarstellerin in Les Misérables
- 2012: Phoenix Film Critics Society Award als Beste Nebendarstellerin in Les Misérables
- 2012: Southeastern Film Critics Association Award als Beste Nebendarstellerin in: Les Misérables
- 2012: Toronto Film Critics Association Award als Beste Nebendarstellerin in: Les Misérables
- 2019: Stern auf dem Hollywood Walk of Fame[27]